# ホーコン・エヴイェン
ホーコン・エヴイェン（Håkon Evjen、2000年2月14日 - ）は、ノルウェー・ナルヴィク出身のサッカー選手。FKボデ/グリムト所属。ポジションはMF。

## クラブ経歴
地元のクラブであるFKムイェルネルで兄と共にサッカーを始め、2016年にはFKボデ/グリムトに移籍した。
2019年9月17日、シーズン終了後にAZアルクマールに加入することが発表された。
2023年1月17日、ブレンビーIFに移籍し、4年半契約を結んだ。